# الطرق الكاملة
الطرق الكاملة هي سياسة مرورية وأسلوب تصميم تكون فيه الشوارع مخططة، ومصممة، وفاعلة، ومزوّدة بكل ما تحتاجه لضمان السفر الآمن والمريح والمناسب لأبناء كلّ الأعمار وأصحاب كل القدرات بغض النظر عن طريقة النقل. تؤمّن الطُّرُق الكاملة السفر الآمن للمُشاة والدرّاجين وقائدي السيارات، والراكبين في وسائل النقل العام، وناقلي البضائع.
يستخدم هذا المصطلحَ كثيرًا محاميو النقل، والمخططون الحضريّون، ومهندسو النقل والطرق السريعة، وأطباء الصحة العامة، وأعضاء المجتمع في الولايات المتحدة وكندا. يُروَّج للطرق الكاملة على أنّها توفّر أمانًا أكثر، وصحّة، ونتائج اقتصادية وبيئية. تؤكّد الطرق الكاملة على أهمّية تأمين الوصول لكلّ الناس، لا الاقتصار على السيارات.
من المفاهيم القريبة: الطرق الحيّة، طرق وونرف، ومناطق البيت.

## التاريخ
بعد الحرب العالمية الثانية أُنشئت الكثير من المنظّمات في الولايات المتحدة من أجل تسهيل الوصول إلى الوجهات وتسريعه باستخدام السيارات. في المناطق الريفية والضواحي، يعتمد الناس عادة على السيارات وحدها وسيلةً للنقل، وحتّى في المناطق التي فيها نقل عام وأماكن آمنة للمشي وركوب الدراجة، يعيش الناس في دولة معتمدة على السيارات، التركيز الأساسي فيها من حيث النقل والبنية التحتية وسياسات استعمال الأرض إنما هو على السيارات، فتصبح طرائق النقل الأخرى مثل المشي أو ركوب الدراجة غير عملية.
أصدر أوريغون أوّل سياسة شبيهة بالطرق الكاملة في الولايات المتحدة عام1971، إذ طلب بناء طرق جديدة، أو إعادة بناء الطرق لتشمل الدرّاجات والمشاة، ونادى الحكومات المحلية وحكومة الدولة أن تموّل مرافق المشاة والدرّاجات في الطرق العامة. منذ ذلك الوقت، أقرّت المجالس التشريعية في 16 ولاية أخرى قوانين الطرق الكاملة.
عام 2003، نسّقت بربارا مكان -التي أصبحت بعد ذلك المدير التنفيذي للائتلاف الوطني للطرق الكاملة- بحثًا لاستبدال مصطلح «التجهيز الروتيني» بمصطلح الطرق الكاملة. اقترح مصطلح الطرق الكاملة ديفيد غولبرغ، مدير الاتصالات في شركة سمارت غروث أمريكا، وتبنّاه ائتلاف من مجموعات المناصرة ليدلّ على الأسلوب الشامل لتصميم الطرق، ويدل على الائتلاف نفسه.
أُسِّس الائتلاف الوطني للطرق الكاملة عام 2005، إذ أسسته مجموعات مناصرة ومجموعات تجارية، منها الجمعية الأمريكية للمتقاعدين، وجمعية التخطيط الأمريكية، وجمعية مهندسي تنسيق المواقع الأمريكية. من أعضاء لجنة تنسيق قيادة الائتلاف: جمعية النقل العام الأمريكية، وشركة الصليب الأزرق والدرع الأزرق في مينيسوتا، ومعهد مهندسي النقل.
اقتُرح تشريع الطرق الكاملة الفدرالية عام 2008 و2009، ولكن لم ينجح مشروع القانون.
عام 2010، أصدرت وزارة النقل الأمريكية بيانًا عن إشراك الدرّاجات والمشاة، توضح فيه دعمها لإشراكهم في مشاريع النقل الممولة فدراليًا، وتشجّع المنظّمات المجتمعية، ووكالات النقل العام، والحكومات المحلية وحكومة الدولة أن تتبنّى سياسات مشابهة.
بحلول بدايات 2013، كانت 490 سلطة قضائية في الولايات المتحدة قد أقرّت سياسة الطرق الكاملة، منها 27 ولاية، ومقاطعة كولمبيا، وبرلمان بويرتوريكو. مررت بعض هذه السلطات القضائية تشريع هذه السياسات إلى القانون، واختار بعضها الآخر تطبيق سياساته بالفعل التنفيذي أو السياسة الداخلية. اختارت سلطات قضائية أخرى تمرير قرارات غير ملزمة لدعم الطرق الكاملة، أو إنشاء مخططات نقل تستعمل مبادئ الطرق الكاملة.

## عناصر التصميم
تتنوّع العناصر الخاصة لتصميم الطرق الكاملة، تبعًا للسياق وأهداف المشروع، ولكنها قد تتضمن:
- بنيةً تحتية للمشاة، كالأرصفة، وممرات المشاة التقليدية أو المرتفعة، وجزر العبور المتوسطة، ومرافق لذوي الاحتياجات الخاصة، منها الإشارات السمعيّة لضعيفي البصر، والأزرار التي تكون في متناول المقعدين على الكراسي، ومنحدرات الأرصفة، والزوائد الرصيفية (طرائق لتخفيض سرعة السيارات).
- تدابير تخفيف الازدحام من أجل تخفيف سرعة السيارات وتعيين حدود مسارات السيارات، ووضع منصّفات للطرق، وتقصير أنصاف أقطار زوايا الأرصفة، وتحديد مسارات السيارات عندما تنحدر إلى اليمين، وركن السيارة الزاويّ والموجّه إلى الأمام، والأشجار في الشارع، والشرائط النباتية، والغطاء النباتي الأرضي.
- مرافق الدرّاجات، مثل طرق الدرّاجات المحمية أو المخصصة، والطرق الخضراء، والممرات الجانبية المعبدة، ومصافّ الدرّاجات.[10]
- مرافق النقل العامّ، كممرّات العبور السريع للحافلات، ومصافّ الحافلات، وإشارة أولوية العبور، ومحطّات الحافلات، والممرات المخصصة للحافلات.[11]

استخدمت هذه العناصر بنجاح في مشاريع في الولايات المتحدة كما تظهر الأمثلة التالية:
- في أورلاندو، فلوريدا، حُدّدت مسارات طرق إيدج ووتر بـ 3 بعد أن كانت 4، من أجل إنشاء ممرات للدرّاجات وتجميلات للطريق. قلل هذا التغيير الحوادث بنسبة 35% وزاد قيادة الدراجة بنسبة 23% والمشي بنسبة 30%. شجّع هذا التغيير أيضًا الحافز للتنمية الاقتصادية وقيل إنه عزز شعور السكّان بالمكان.[12]
- في تشارلوت، نورث كارولينا، استُكملت إعادة تصميم إيست بوليفارد على ثلاث مراحل، فحددت مسارات السيارات بـ 3 بعد أن كانت 4، وحسّنت الانعطاف إلى اليسار للمركبات.[13]
- في مدينة نيويورك، تضمّنت تحسينات المرور التي أجرتها شركة سيليكت باس سيرفيس، دفع الأجرة قبل الصعود لتسريع أوقات الركوب، وإنشاء ممرات مخصصة للحافلات. نتيجة لهذا، ازدادت سرعة الحافلات 20%، وازداد عدد راكبيها 10%. وبالإضافة إلى هذا، فإن الشركات التي في شارع فوردهام لاحظت زيادة 71% في مبيعاتها بالمفرق، بالمقارنة مع 23% في باقي المدينة.[14]
- أضافت مارين كونتي، كاليفورنيا مسارات للدراجات في طريق ديل برادو المزدحم. وكان من نتيجة هذا أن شهدت المنطقة زيادة 366% من راكبي الدراجة في أيام العمل، و540% في أيام العطلة.[15]

تسمح سياسات الطرق الكاملة غالبًا بثلاثة أنواع من الاستثناءات: الطرق السريعة والطرق التي يمنع فيها ركوب مركبات بغير محركات، والشوارع التي تكون تكلفة التجهيز فيها لا تكافئ الحاجة أو الاستخدام المتوقع، والطرق التي لا حاجة حاضرة ولا مستقبليّة لها بالتجهيز.

## الفوائد
يؤمن أنصار سياسات الطرق الكاملة أنها تزيد الأمان، وتقلل أسعار النقل، وتقدم بدائل مرورية، وتشجع الصحة من خلال المشي وركوب الدراجات، وتدعم الاقتصاد المحلي، وتصنع شعورًا بالاستقرار، وتحسّن التفاعل المجتمعي، وتحسّن بالعموم أسعار العقارات المجاورة. قد يعتبر المخالفون أن البنية المقتصرة على السيارات أفضل من حيث استهلاك المال العام، أو يعدّون أن الجهود لتشجيع أنماط المرور الأخرى جهود قسرية قامعة. واجهت بعض المشاريع الفردية والسياسات أحيانًا معارضة محلية، عادةً من أجل مخاوف متعلقة بالتدفق المروري ووصول السيارات.

### الأمان
تُعنى سياسات الطرق الكاملة من جهة بتحسين الأمان، وقد أظهرت دراسات متنوّعة أن مبادئ الطرق الكاملة قد نجحت في هذا. وجد تقرير أمان لإدارة الطرق السريعة الفدرالية أن تصميم الطرق مع وضع المشاة بعين الاعتبار -الأرصفة، والمنصفات العالية، وتحديد مصفّ أفضل للحافلات، والإضاءة الأفضل، ووسائل تخفيف الازدحام، ومرافق ذوي الاحتياجات الخاصة- يزيد أمان المشاة وراكبي الدراجات والسيارات. تنخفض معدلات إصابات المشاة 88% عندما تُضاف الأرصفة، و69% عندما تضاف الإشارات المختلطة، و39% عندما تُضاف المنصّفات. نشرت جامعة أوريغون دراسة قبل وبعد لـ 25 مشروع طريق، ووجدت انخفاضات كبيرة في حوادث سرعة السيارات عبر البلد.

### الصحة
اقترحت عدة تقارير ومنظمات أن سياسات الطرق الكاملة تحسّن الصحة العامة من خلال نشر المشي وركوب الدراجات. أوصت المراكز الأمريكية للتحكم بالأوبئة ومنعها بتبنّي سياسة الطرق الكاملة كطريقة لمنع البدانة. ووصف تقرير أصدره المجلس الوطني لمجالس تشريع الدولة الطرق الكاملة أنها السياسة الأكثر فعالية لتشجيع المشي وركوب الدراجات. وجدت دراسة أن 43% من الناس الذين لديهم أماكن آمنة للمشي عشرَ دقائق للمنزل يبلغون مستويات نشاط جسمي مستحسنة، في حين أن 27% من الذين ليس لديهم أماكن آمنة للمشي لديهم نشاط كاف. أوصى معهد الطب بمحاربة بدانة الأطفال بتغيير نشاطاتهم اليومية من خلال تغيير القوانين لتشجيع بناء الأرصفة، وطرق الدراجات، والأماكن الأخرى للنشاط الجسمي. ووصف تقرير أصدره المجلس الوطني لمجالس تشريع الدولة الطرق الكاملة بأنها السياسة الأكثر فعالية لتشجيع المشي وركوب الدراجات. يبلغ أكثر من ثلث مستخدمي النقل العام الحد الأدنى للنشاط الجسمي اليومي.

### الاقتصاد
يؤمن أنصار الطرق الكاملة بأن المجتمعات حين تصير أكثر أمانًا وجاذبية، وفيها خيارات نقل متعددة، يزدهر اقتصادها وترتفع أسعار أراضيها.
ساعد التطبيق الناجح للطرق الكاملة بعض المجتمعات على تحسين اقتصادها المحلّي. ساعد مشروع تنشيط في لانكاستر في كاليفورنيا على إنشاء 50 شركة جديدة وفّرت 800 فرصة عمل. بعد إعادة تصميم أجزاء من مدينة نيويورك على طريقة الطرق الكاملة، ازدادت مبيعات المفرق بنسبة 50% في الطريق 9 في مانهاتان، وازدادت الشواغر التجارية في يونيون سكوير.
توفّر مشاريع المرور ومشاريع المشاة والدراجات فرص عمل أكثر من التي توفرها مشاريع الطرق العاديّة: وفّرت مشاريع الطرق الكاملة التي موّلتها الحركة الأمريكية للإصلاح وإعادة الاستثمار في 2009 فرص عمل أكثر من التي وفرتها مشاريع إصلاح الطرق وإنشائها. تحت التحفيز، وفّرت مشاريع المرور تقريبًا عدد ساعات لكل مليار دولار يساوي ضعفي عدد الساعات في مشاريع الطرق السريعة. وفّرت مشاريع المشاة والدراجات ما بين 1.8 و3.8 فرص عمل أكثر من مشاريع السيارات فقط. ولكنّ فرص العمل هذه ليست مجانية، لأنّها تتطلب إنفاقًا حكوميًا أكبر.

### البيئة
يمكن أن يكون للطرق الكاملة كذلك أثر إيجابي في البيئة. توفر الطرق الكاملة خيارات آمنة للمشي وركوب الدراجة، ومن هنا فإنها ربما قللت عدد سائقي السيارات، فخففت من الانبعاثات الصادرة عن السيارات.
وجد استبيان الرحلات العائلية الوطني عام 2009 أن 39% من جميع الرحلات في المناطق الحضرية يكون بمسافة 3 أميال أو أقل، وأن 17% من جميع الرحلات يكون بمسافة ميل واحد أو أقل. معظم هذه الرحلات يمكن أن تُقضى مشيًا على الأقدام أو بالدراجات، وتقدّم الطرق الكاملة البنية التحتية للناس حتى يفعلوا هذا. التنقّل على الأقدام أو بالدراجة لا يصدر أي انبعاثات.
شهدت المجتمعات التي طبقت سياسات الطرق الكاملة بقوة، مثل بولدر وكولورادو، انخفاضًا في الانبعاثات. وفي بضع السنين الماضية، صار عدد أقل من الناس في بولدر يقود السيارة وحده، في حين ازدادت الرحلات على الدراجات. ونتيجة لهذا انخفضت انبعاثات المدينة السنوية من ثنائي أكسيد الكربون نصفَ مليون باوند.